# Ольсен, Олуф
О́луф «Лу́ффе» О́льсен (дат. Oluf «Luffe» Olsen; род. 31 декабря 1957, Фредериксберг) — датский кёрлингист.
В составе мужской сборной Дании участник чемпионатов мира и Европы; также участвовал в демонстрационном турнире по кёрлингу на зимних Олимпийских играх 1988, где датчане заняли шестое место. В составе юниорской мужской сборной Дании участник трёх юниорских чемпионатов мира. Восьмимикратный чемпион Дании среди мужчин, трёхкратный чемпион Дании среди юниоров.
Играл на позиции третьего.

## Достижения
- Чемпионат Европы по кёрлингу: бронза (1978).
- Чемпионат Дании по кёрлингу среди мужчин: золото (1977, 1981, 1983, 1987, 1988, 1993, 1994, 1995).
- Чемпионат Дании по кёрлингу среди юниоров: золото (1976, 1978, 1979).

## Команды
| Сезон   | Четвёртый     | Третий      | Второй        | Первый         | Запасной                             | Турниры                                                  |
| ------- | ------------- | ----------- | ------------- | -------------- | ------------------------------------ | -------------------------------------------------------- |
| 1975—76 | Томми Стьерне | Олуф Ольсен | Стин Хансен   | Петер Андерсен |                                      | ЧДЮ 1976 · ЧМЮ 1976 (9 место)                            |
| 1976—77 | Томми Стьерне | Олуф Ольсен | Стин Хансен   | Петер Андерсен |                                      | ЧДМ 1977 · ЧМ 1977 (10 место)                            |
| 1977—78 | Томми Стьерне | Олуф Ольсен | Стин Хансен   | Петер Андерсен |                                      | ЧДЮ 1978 · ЧМЮ 1978 (8 место)                            |
| 1978—79 | Томми Стьерне | Олуф Ольсен | Стин Хансен   | Петер Андерсен |                                      | ЧЕ 1978 · ЧДЮ 1979 · ЧМЮ 1979 (6 место)                  |
| 1980—81 | Томми Стьерне | Олуф Ольсен | Стин Хансен   | Петер Андерсен |                                      | ЧДМ 1981 · ЧМ 1981 (8 место)                             |
| 1982—83 | Томми Стьерне | Олуф Ольсен | Стин Хансен   | Петер Андерсен |                                      | ЧДМ 1983 · ЧМ 1983 (7 место)                             |
| 1986—87 | Герт Ларсен   | Олуф Ольсен | Ян Хансен     | Микаэль Харри  |                                      | ЧДМ 1987 · ЧМ 1987 (4 место)                             |
| 1987—88 | Герт Ларсен   | Олуф Ольсен | Ян Хансен     | Микаэль Харри  |                                      | ЧДМ 1988 · ЗОИ 1988 (демо) (6 место) · ЧМ 1988 (8 место) |
| 1991—92 | Герт Ларсен   | Олуф Ольсен | Микаэль Харри | Хенрик Якобсен | Ульрик Шмидт                         | ЧЕ 1991 (6 место)                                        |
| 1992—93 | Герт Ларсен   | Олуф Ольсен | Микаэль Харри | Хенрик Якобсен | Том Нильсен                          | ЧДМ 1993 · ЧМ 1993 (5 место)                             |
| 1993—94 | Герт Ларсен   | Олуф Ольсен | Микаэль Харри | Хенрик Якобсен | Том Нильсен (ЧДМ) Томми Стьерне (ЧМ) | ЧДМ 1994 · ЧМ 1994 (7 место)                             |
| 1994—95 | Герт Ларсен   | Олуф Ольсен | Микаэль Харри | Хенрик Якобсен | Том Нильсен                          | ЧЕ 1994 (10 место) · ЧДМ 1995                            |

(скипы выделены полужирным шрифтом)